# سوريا (برشلونة)
بلدية سوريا (بالكاتالانية: Súria) هي إحدى بلديات مقاطعة برشلونة، والتي تقع في منطقة كاتالونيا، شرق إسبانيا.
يبلغ عدد سكانها 6.369 نسمة وفقاً لإحصائية سنة (2007).

## أعلام
- ديفيد جايجو
- فرنسيسكو مولينا